# Donna de Varona
Donna Elizabeth de Varona (San Diego, Kalifornija, 26. travnja 1947.) je bivša američka plivačica.
Dvostruka je olimpijska pobjednica u plivanju, a 1969. godine primljena je u Kuću slavnih vodenih sportova.